# Almnuss

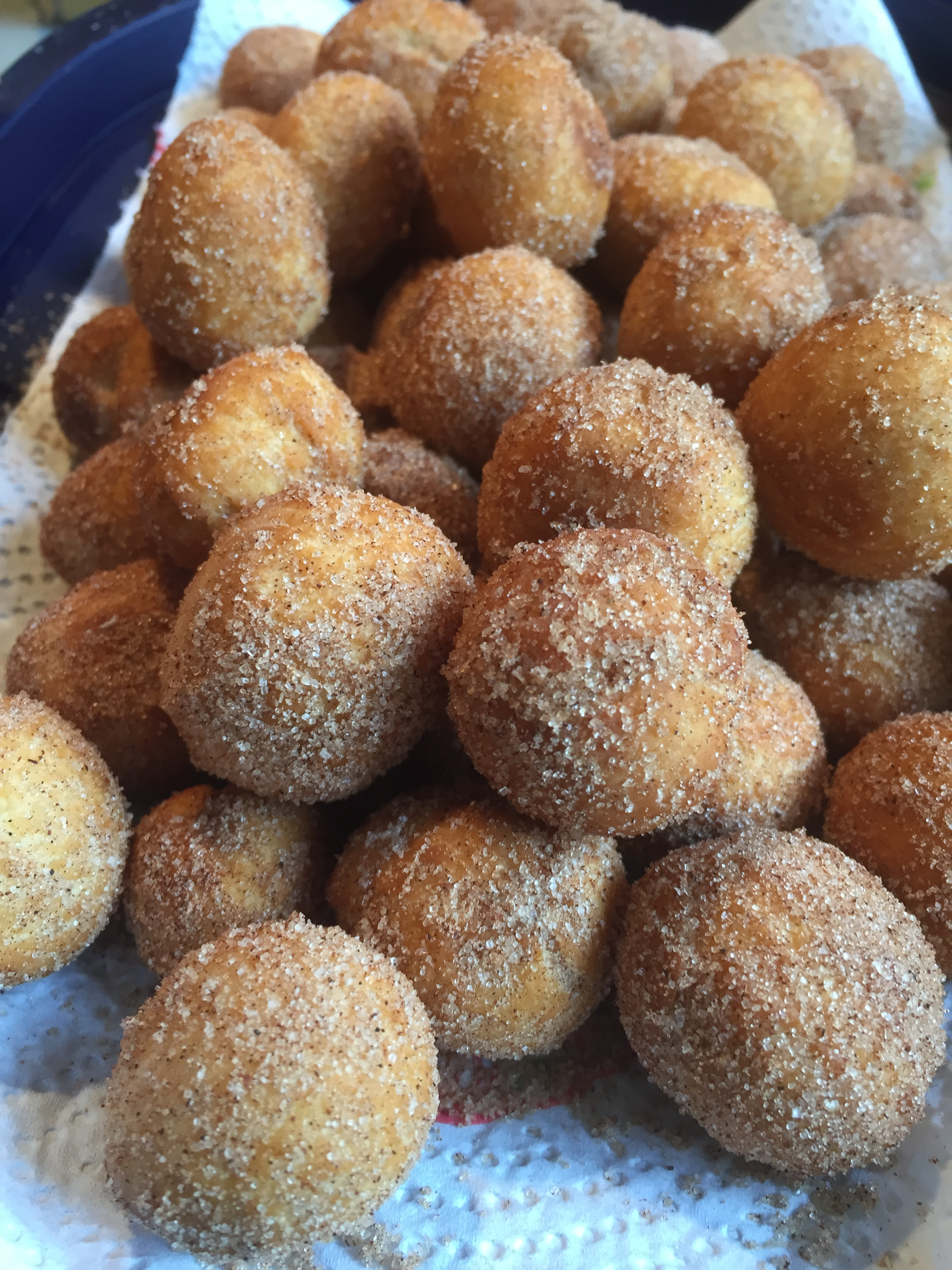
Almnüsse

Almnüsse (mundartlich Almnussen) sind ein aromatisches, süßes Schmalzgebäck der bayerischen und österreichischen Küche.
Das Gebäck wurde speziell zur Zeit des Almabtriebes im Herbst in den bayerischen Bergen von Bäuerinnen hergestellt. Heute ist es eine wiederentdeckte Spezialität in Bayern und Österreich, die unter anderem zum Kaffee am Nachmittag verzehrt wird. 
Ein Teig aus Mehl, Eiern, Zucker und Sahne sowie je nach Geschmack weiteren Zutaten wird in walnussgroße Portionen geteilt und ausgebacken. Die weiteren Zutaten variieren je nach Region. Ein Originalrezept von 1948 aus Oberwössen im Chiemgau benennt Quark und eine Zimt- und Zuckermischung. Die deutsch-österreichische Fernsehköchin Sarah Wiener verwendet für ihre Version der Almnüsse Zitronenschale und Rum.